# Chapsa microspora
Chapsa microspora é uma espécie de líquen da família Graphidaceae. Foi descrito cientificamente em 2011.